# Allgemeiner Deutscher Burschenbund
Allgemeine Deutsche Burschenbund (ADB), fue una Asociación de Estudiantes (burschenschaft) organizada como Korporationsverband. Surgió a iniciativa de Konrad Küster, el 11 de noviembre de 1883, como una contraofensiva liberal al conservador Allgemeinen Deputierten Convent, más tarde conocido como  Deutschen Burschenschaft (DB). Criticaron el «lujo excesivo, el zumbido del trueque y la baja cientificidad» de otras conexiones y rechazaron, entre otras cosas, las tradiciones como los Fuchscomment y la Mensur.